# Phichit (província)
Phichit é uma província da Tailândia. Sua capital é a cidade de Phichit.